# NIAGARA CM SPECIAL Vol.2
『NIAGARA CM SPECIAL Vol.2』（ナイアガラシーエムスペシャル ヴォリュームツー）は、1982年10月1日に発売されたNIAGARA CM STARS名義による大滝詠一のコンピレーション・アルバム。

## 解説
前作『NIAGARA CM SPECIAL Vol.1』リリース以降に制作されたCMソングに加え、ナイアガラ・レーベルのCBS/ソニー移籍後の大滝詠一作品のプロモーション用ラジオ・スポットも収録した作品集。移籍に際し『NIAGARA CM SPECIAL Vol.1 2nd Issue』として25センチ盤でのリイシューに際し、新曲が追加されたため本作と重複する曲もあるが、「Big John A」「Big John B」を除き、すべてステレオ・ニュー・ミックスとなっている。
後年、大滝は本作について、『Vol.1』に収録されていないCM作品が残っているのがあって、形として残したかったので無理を言ってリリースしたと語っている。
広告のキャッチコピーは「SONYだからね。NIAGARAなのね。」。LPは45回転盤で、帯の代わりにステッカーが貼られた。当初、価格は2,000円の予定だったが、1,500円に変更された。廉価でのリリース。

## 収録曲

### Side 1
1. CM Special THEME （大瀧詠一）  –  (0:09)
アメリカのトラディショナル「Midnight Special」の替え歌。レコード・レーベルおよび歌詞カードには記載なし[5]。
2. A面で恋をして / ナイアガラ・トライアングル （松本隆 / 大瀧詠一）  –  (0:30)
'81年資生堂・冬のキャンペーン使用曲。CM用に特別に録音されたもので、シングル発売のものとは違っている[2]。
3. 〜風立ちぬ / 松田聖子 （松本隆 / 大瀧詠一）  –  (0:45)
グリコ・ポッキー'81年秋の使用曲。CM用に録音されたもので、シングルとは曲の構成、楽器編成が異なる[2]。
4. 〜Lemon Shower / 須藤薫 （糸井重里 / 大瀧詠一）  –  (0:40)
明治製菓のキャンディーのCM。糸井重里・大滝・川崎徹による初作品。歌を担当した須藤薫は「あなただけ I LOVE YOU」以来となる[2]。
5. 〜大きいのが好き / EPO & シャネルズ （伊藤アキラ / 大瀧詠一）  –  (0:35)
歌を担当したEPOもシャネルズとも、デビュー直前の作品[2]（未発表）。
6. 〜UFO / 広谷順子 （伊藤アキラ / 多羅尾伴内）  –  (0:31)
日清焼そばU.F.O.のCM。アレンジは村松邦男[2]（未発表）。
7. 〜ハウス・プリン / 大場久美子 （伊藤アキラ / 多羅尾伴内）  –  (0:30)
歌を担当した大場久美子は、この録音直後に歌手廃業宣言をした[2]。
8. 〜レモンのキッス / 佐藤奈々子 （D.MANNING / みナみカズみ）  –  (0:59)
佐藤奈々子が歌を担当した、サントリー・レモン'80年のCM（未発表）[2]。テレビでオンエアされたのはアパッチのヴァージョン（『Vol.1 2nd Issue』[注釈 2]に収録）。
9. Big John A （多羅尾伴内）  –  (0:32) *
ビッグジョン・ジーンズ'80年のCM。詞曲とも大滝[2]。
10. 〜Big John B （多羅尾伴内）  –  (0:30) *
Aタイプのバラード・ヴァージョン。詞もメロディーも、殆どAタイプと同じ[2]。2021年リリースのボックス・セット『A LONG VACATION VOX』のディスク3“A LONG VACATION SESSIONS”に、ビッグジョンのCMソングとなる前の未発表曲「The Apple Of My Eye」が収録された。
11. 〜冷たく愛して / スクール・メイツ （伊藤アキラ / 多羅尾伴内）  –  (0:32) *
永谷園のミルク・セーキのCM[2]（未発表）。
12. 〜Good Day Nissui （伊藤アキラ / 多羅尾伴内）  –  (0:57) *
ニッスイのCMソングとして福生45スタジオにて録音。『多羅尾伴内楽團 Vol.1』[注釈 3]収録曲「雪やコンコン」を下敷きに制作された。
13. 〜MG 5 （東急エージェンシー / 多羅尾伴内）  –  (0:21) *
'78年のナイター・シーズンにラジオのみでオンエア[2]。
14. オシャレさん （博報堂 / 多羅尾伴内）  –  (0:35)
日立のCM[2]。
15. 〜大関 （伊藤アキラ・電通 / 多羅尾伴内）  –  (0:29)
清酒大関'80年暮のCM[2]。
16. 〜出前一丁 （伊藤アキラ・萬年社 / 多羅尾伴内）  –  (0:31)
'80年8月に録音され、関西地方を中心にオンエアされた[2]。
17. 〜Hankyu Summer Gift （伊藤アキラ / 多羅尾伴内）  –  (1:02)
'80年夏、阪急デパートのCM。テレビで数回オンエアされた[2]。
18. 〜悲しき Walkman '81 （旭通信社 / 多羅尾伴内）  –  (0:37)
Walkman IIのCMとして制作（未発表）。この年の暮、佐野元春の作品がオンエアされた[2]。
19. 〜Marui Sports （仲畑貴志 / 多羅尾伴内）  –  (2:00)
'81年2月の丸井スポーツ館のCM[2]。

* MONO

### Side 2
1. CM Special Vol.2 （大瀧詠一）  –  (1:13)
本作用に制作されたアルバムのCM。ラジオ・スポットにも使用された[2]。
2. Spot Special （松本隆 / 大瀧詠一, 佐野元春, 杉真理）  –  (2:50)
（君は天然色 〜 恋するカレン 〜 さらばシベリア鉄道 〜 A面で恋をして 〜 ナイアガラトライアングル Vol.2 〜 ♡じかけのオレンジ）
小林克也ナレーションによる、ナイアガラ一連の作品のラジオ・スポット集[2]。
3. Instrumental Special （大瀧詠一）  –  (3:09)
（君は天然色 〜 A面で恋をして 〜 さらばシベリア鉄道 〜 ♡じかけのオレンジ）
ラジオの交通情報のBGMとして使用されたインストゥルメンタル・トラック集（「A面で恋をして」のみテレビ使用）[2]。
4. A面で恋をして (Narration) （松本隆 / 大瀧詠一）  –  (0:30)
資生堂のCMに使われた曲のナレーション入りのもの[2]。
5. A面で恋をして (A Cappella) （松本隆 / 大瀧詠一）  –  (3:11)
6. A面で恋をして (Tracks Only) （松本隆 / 大瀧詠一）  –  (3:16)
シングル発売されたものから、ヴォーカルを取り出したヴァージョンと、そのバック・トラック。両曲をミックスすると、シングル盤とほぼ同じになる[2]。

## クレジット
| Re-Mixed at CBS-SONY Studio, Shinanomachi |
| Re-Mix Assist: Professer・Papilapopa・カルーセル大野 |
| Cutting Engineer: Gutsman 鉄平 |
| Engineer: 吉田保、笛吹銅次 |
| |
| Seiko Matsuda, Kaoru Sudo appears by the courtesy of CBS-SONY REC. |
| Shannels appears by the courtesy of EPIC-SONY REC. |
| EPO appears by the courtesy of RVC REC. |
| |
| - Special Thanks to: Sun Music, CMC, Uncle-F, - Pet Sounds, PMP, Nanako Satoh, Bond, - Watanabe-kikaku, Cat, Lollipop, Ryuzo Shirakawa, - ダイエット・アトム, - Ms. Miyama, & Niagara Cheer Leaders, - Katsuya Kobayashi, Akira Itoh & On Associats - (Mr.Ohmori & Mr. Sekiguchi), |
| - Niagara CM Staff: テディ板原、ニューセキズミ梅田 - シンカニュー塚田、ニンゲンドック前島 |
| |
| Sleeve Design: 中山泰 |
| |
| Produced by 大瀧詠一 for Niagara Enterprises. |

## リリース履歴
| #  | 発売日        | リリース                                    | 規格                   | 品番                        | 備考 |
| -- | ------------- | ------------------------------------------- | ---------------------- | --------------------------- | --- |
| 1  | 1977年3月25日 | ナイアガラ ⁄ コロムビア                     | LP                     | LZ-7005-E (NGLP-509,510-CM) | - 『NIAGARA CM SPECIAL Vol.1』 - ライナーに多羅尾伴内の解説付き。また、歌詞かあども付いている。 |
| 2  | 1981年4月1日  | ナイアガラ ⁄ CBSソニー                      | LP                     | 23AH 1244 (NGLP-509,510-CM) | - 『NIAGARA CM SPECIAL Vol.1 2nd Issue』 - イエロー・レーベルに変更。25cm盤になり、解説と歌詞かあどが省略される。また、新曲追加、差し替えなどがあり、“2nd Issue”となる。                                                       |
| 3  | 1981年4月1日  | ナイアガラ ⁄ CBSソニー                      | CT                     | 23KH 964                    | 『NIAGARA CM SPECIAL Vol.1 2nd Issue』 |
| 4  | 1981年12月2日 | ナイアガラ ⁄ CBSソニー                      | LP                     | 00AH 1385 (NGLP-509,510-CM) | - 『NIAGARA CM SPECIAL Vol.1 2nd Issue』 - 『NIAGARA VOX』(9LP:00AH 1381~9)の中の一枚。 |
| 5  | 1982年10月1日 | ナイアガラ ⁄ CBSソニー                      | - LP - CT              | 15AH 1515 (NGLP-537,538-CM) | - 『NIAGARA CM SPECIAL Vol.2』 - 30センチ45回転盤。 |
| 6  | 1982年10月1日 | ナイアガラ ⁄ CBSソニー                      | CT                     | 15KH 1217                   | 『NIAGARA CM SPECIAL Vol.2』 |
| 7  | 1983年11月1日 | ナイアガラ ⁄ CBSソニー                      | CD                     | 35DH 28 (NGCD-10-CM)        | - 『NIAGARA CM SPECIAL Special Issue』 - CD用に『Vol.1』『Vol.2』を再編集したもの。「Cider'83」が加えられたほか、ヴァージョン違いに差しかわっている曲がある。初回盤にはアーティスト番号なし。                                  |
| 8  | 1986年6月1日  | ナイアガラ ⁄ CBSソニー                      | CD                     | 00DH 408 (NGCD-15-CM)       | - 『NIAGARA CM SPECIAL Vol.1 2nd Issue』 - 『NIAGARA CD BOOK I』(8CD:00DH 401~8)の中の一枚。23AH 1244のCD化。単独発売なし。 |
| 9  | 1995年3月24日 | ナイアガラ ⁄ ソニー                         | CD                     | SRCL 3215 (NGCD-0-OM)       | - 『NIAGARA CM SPECIAL』 - タイトル変更。ジャケットが『Vol.1』と同じになる。大滝詠一による新ライナーが入る。『Special Issue』とは曲順、収録内容が多少異なる。レーベルが赤になり、“SPECIAL EDITION”の外袋ステッカーが貼られる。 |
| 10 | 2007年3月21日 | ナイアガラ ⁄ ソニー                         | CD                     | SRCL 5007                   | - 『NIAGARA CM SPECIAL Vol.1 3rd Issue 30th Anniversary Edition』 - タイトル変更。笛吹銅次による2007年リマスター音源。“Rarities”14曲、“Fussa Demo”8曲を含む70曲収録。                                                          |
| 11 | 2011年3月21日 | ナイアガラ ⁄ ソニー                         | CD                     | SRCL 7504                   | - 『NIAGARA CM SPECIAL Vol.1』 - 『NIAGARA CD BOOK I』(12CD:SRCL 7500~11)の中の一枚、新規リマスター音源。 |
| 12 | 2014年3月19日 | ナイアガラ ⁄ ソニー                         | デジタル・ダウンロード | –                           | - 『NIAGARA CM SPECIAL Vol.1』 - 通常音質（全34曲：AAC 128/320kbps） |
| 13 | 2015年3月21日 | ナイアガラ ⁄ ソニー・ミュージックレーベルズ | CD                     | SRCL 8704                   | - 『NIAGARA CM SPECIAL Vol.2』 - 『NIAGARA CD BOOK II』(12CD:SRCL 8700~11)の中の一枚、アナログ盤の内容をリイシュー。初CD化。                                                                                                   |